# Magnolia fulva
Espèce
Statut de conservation UICN

 DD  : Données insuffisantes
Magnolia fulva est une espèce de plantes à fleurs de la famille des Magnoliaceae. C'est un arbre originaire de Chine et du Viêt Nam. Elle fut décrite en 1987 sous le nom de Michelia fulva.

## Description
C'est un arbre.

## Répartition et habitat
L'espèce est trouvée en Chine at au Viêt Nam.

## Liste des espèces et variétés
Selon World Checklist of Selected Plant Families (WCSP) (31 décembre 2013) :
- Magnolia fulva (Hung T.Chang & B.L.Chen) Figlar (2000)
  - variété Magnolia fulva var. calcicola (C.Y.Wu ex Y.W.Law & Y.F.Wu) ined..
  - variété Magnolia fulva var. fulva

Selon NCBI (31 décembre 2013) :
- variété Magnolia fulva var. calcicola

Selon The Plant List (31 décembre 2013) :
- variété Magnolia fulva var. calcicola (C.Y.Wu ex Y.W.Law & Y.F.Wu) ined.
- variété Magnolia fulva var. fulva

Selon Tropicos (31 décembre 2013) (Attention liste brute contenant possiblement des synonymes) :
- variété Magnolia fulva var. calcicola (C.Y. Wu ex Y.W. Law & Y.F. Wu) Sima & Hong Yu
- variété Magnolia fulva var. calcicola (C.Y. Wu ex Y.W. Law & Y.F. Wu) ined.
- variété Magnolia fulva var. fulva